# Boituva
Boituva est une municipalité brésilienne de l'État de São Paulo et la Microrégion de Tatuí.

## Démographie
| Évolution de la population (municipalité) | Évolution de la population (municipalité) | Évolution de la population (municipalité) | Évolution de la population (municipalité) |
| Année                                     | Population                                |                                           | %±                                        |
| ----------------------------------------- | ----------------------------------------- | ----------------------------------------- | ----------------------------------------- |
| 1940                                      | 7 674                                     |                                           | —                                         |
| 1950                                      | 8 057                                     |                                           | 5,0%                                      |
| 1960                                      | 10 138                                    |                                           | 25,8%                                     |
| 1970                                      | 8 976                                     |                                           | −11,5%                                    |
| 1980                                      | 12 573                                    |                                           | 40,1%                                     |
| 1991                                      | 23 140                                    |                                           | 84,0%                                     |
| 2000                                      | 34 368                                    |                                           | 48,5%                                     |
| 2010                                      | 48 314                                    |                                           | 40,6%                                     |
| 2022                                      | 61 081                                    |                                           | 26,4%                                     |
| ,                                         |                                           |                                           |                                           |